# Dolph Ziggler
Dolph Ziggler (született Nicholas Theodore Nemeth, Cleveland, 1980. július 27. – ) amerikai pankrátor és színész. 2004-ben szerződött le a WWE-vel, majd a különböző fejlődési ágaihoz került: Először az Ohio Valley Wrestlingnél, később pedig a Florida Championship Wrestling-nél birkózott, majd átkerült a fő névsorba. Pályafutása alatt kétszer nyerte meg a nehézsúlyú bajnoki övet, egyszer a WWE Tag Team bajnoki övet, kétszer az FCW Tag Tam bajnoki övet, négyszer a WWE interkontinentális övet, valamint egyszer a WWE országos bajnoki övet. Jelenleg a TNA-vel áll szerződésben.

## Profi pankrátor karrier

### World Wrestling Entertainment/WWE

#### Ohio Valley Wrestling (2004–2005)
Németh 2004-ben kötött szerződést a World Wrestling Entertainmenttel, majd "Nick Nemeth" néven debütált a Ohio Valley Wrestling (OVW)-nél, ami a WWE egyik fejlődési ága volt. Itt viszályba keveredett Paul Burchill-lel, majd az OVW Television Championshipet tűzte ki célul, de kikapott Ken Doane-tól. 2005. szeptember 19-én felhívták a RAW egyik epizódjára, a "Sunday Night Heat"-re. Itt összeállt Chavo Guerreróval – akinek a ringneve ekkor Kerwin White volt, majd összecsaptak Shelton Benjamin és Matt Striker csapata ellen. Eddie Guerrero halála után a csapat feloszlott, majd néhány hónap múlva Némethet visszaküldték az OVW-hez.

#### A Spirit Squad (2005–2006)
2005 végén az OVW-nél bekerül a "Spirit Squad" csapatba, a ringneve pedig "Nicky"-re változik. Az 5 fős csapat WWE televíziós bemutatkozása 2006. január 23-án volt, a RAW-on, ahol segítenek Jonathan Coachmannak megnyerni a Royal Rumble meccset. A csapat ezután Shawn Michaelsszel, valamint a WWE elnökével, Vince McMahonnal került viszályba. Április 3-án, a RAW-on legyőzték a Big Show és Kane párosát, így megnyerték a World Tag Team Championshipet. (Igaz segítséggel, mivel Kennynek és Mikey-nak segített a másik 3 Spirit Squad tag.) Ezt követően folytatták a rivalizálást Shawn Michaelsszel. Nem sokkal később Triple H is bekapcsolódott a történetbe, majd együttes erővel néztek szembe a Spirit Squaddal: Újra megalapították a D-Generation X (DX) csapatot, és többször összeütköztek velük. A DX-szel való viszályuk mellett többször megvédték Tag Team világbajnoki címüket Jim Duggan és Eugene, Charlie Haas és Viscera, Snitsky és Val Venis valamint Robbie és Rory McAllister párosa ellen is. A bajnoki öveket végül 2006. november 5-én, a Cyber Sunday-en bukták el Ric Flair és Roddy Piper ellen. A csapat november 27-én feloszlott a RAW-on, miután 5 a 3 elleni handicap meccsen veszítettek a DX és Flair ellen.

#### Visszatérés a fejlődési ágakhoz (2007–2009)

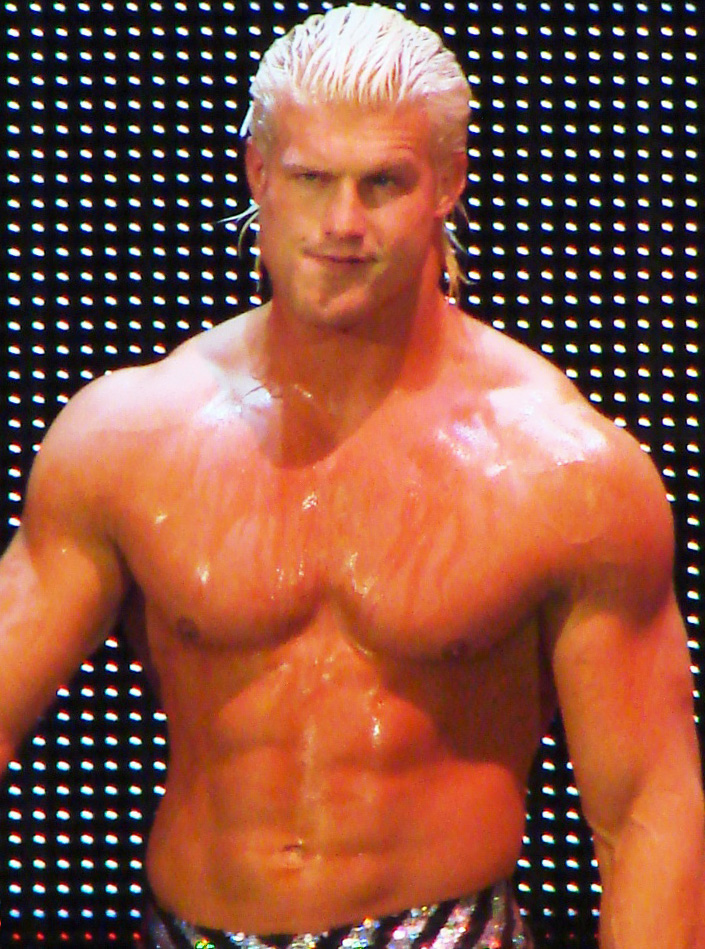
Ziggler 2008 szeptemberében

A Spirit Squad feloszlása után 2007. január 17-én visszatért az OVW-hez, ahol ringneve ismét "Nick Németh" lett. Itt összeállt Mike Mondóval illetve Mike Kruellal, majd összecsaptak Seth Skyfire, Shawn Spears, és Cody Runnels ellen. Nem volt hosszú életű ez a csapat, hiszen 2007 elején feloszlott. Németh ezt követően különböző sötét mérkőzéseken vett részt Chris Cage, Bradley Jay és Jake Hager ellen, majd augusztusban ismét csapatot alapított Mondóval. Augusztus végén Németh és Mike Mondo átkerült a Florida Championship Wrestling (FCW)-hez, ami a WWE egy másik fejlődési területe volt. Itt megkapta a "The Natural" becenevet, majd Hade Vansen legyőzésével debütált. 2007 novemberében Big Rob lett a menedzsere, majd 2008 elején összeállt Brad Allennel. Március 22-én megnyerték az FCW Florida Tag Team bajnoki címet, miután legyőzték Eddie Colón és Eric Pérez párosát. Sokáig azonban nem örülhettek neki, mivel Colón és Pérez április 15-én visszanyerte tőlük. Ezután Kofi Kingston és Ron Killings ellen több sötét meccset vívott, majd összeállt Gavin Spearsszel. 2008. augusztus 16-án legyőzték Colón és Pérez, valamint Scotty Goldman és Kafu párosát, így ismét megnyerték az FCW Florida Tag Team bajnoki címet. Kevesebb, mint egy hónap múlva azonban elvesztették Heath Miller és Joe Hennig ellen. Szeptember 15-én újra debütált a RAW-on, "Dolph Ziggler" néven. Október 10-én felfüggesztették 30 napra a "WWE Wellness Program" megsértése miatt. Visszatérése utáni első meccse Batista ellen volt december 1-jén, ám vereséget szenvedett tőle; de a következő hetekben legyőzte R-Truthot, majd Charlie Haast is.

#### Bajnoki célkitűzés (2009–2011)

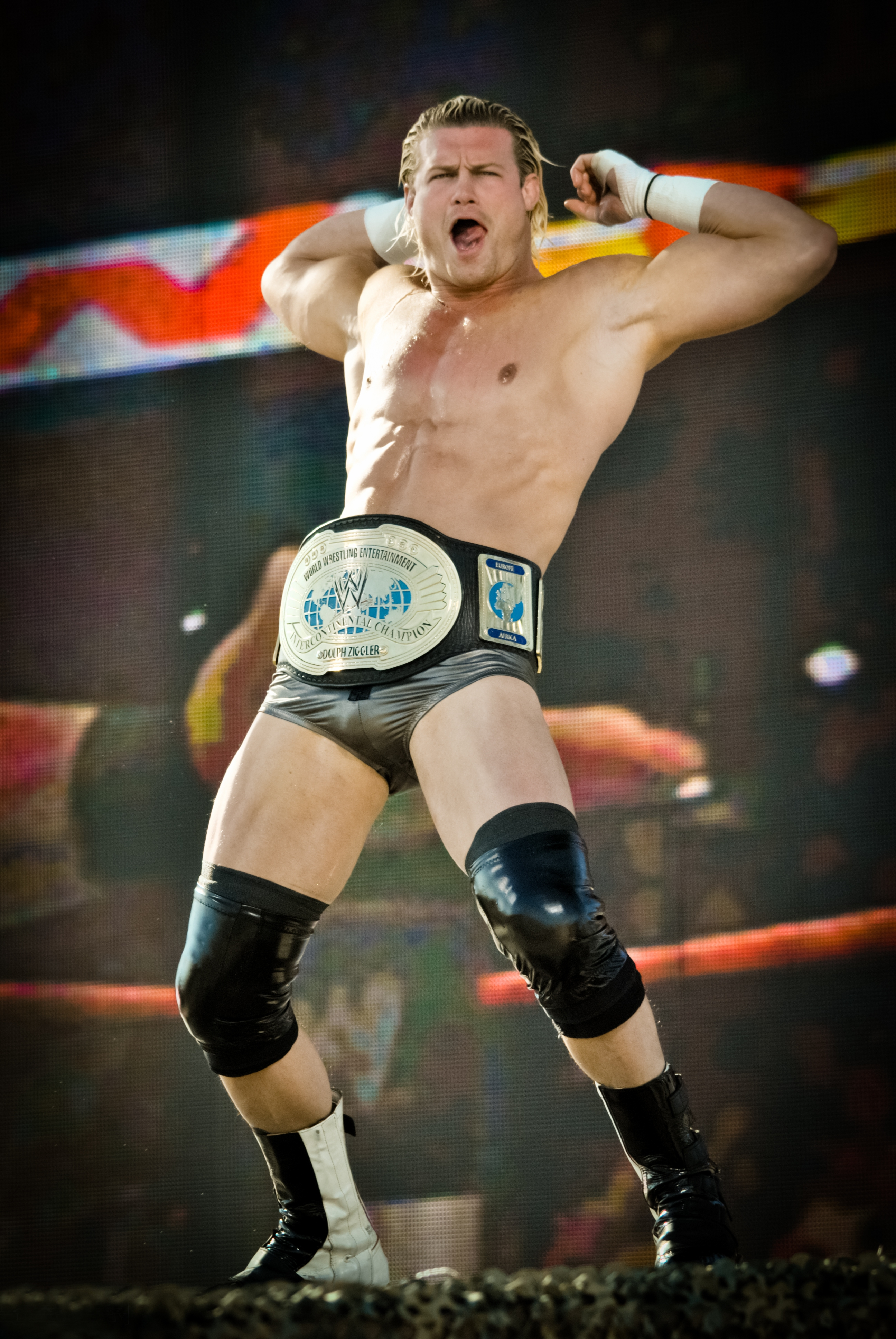
IC bajnok, 2010

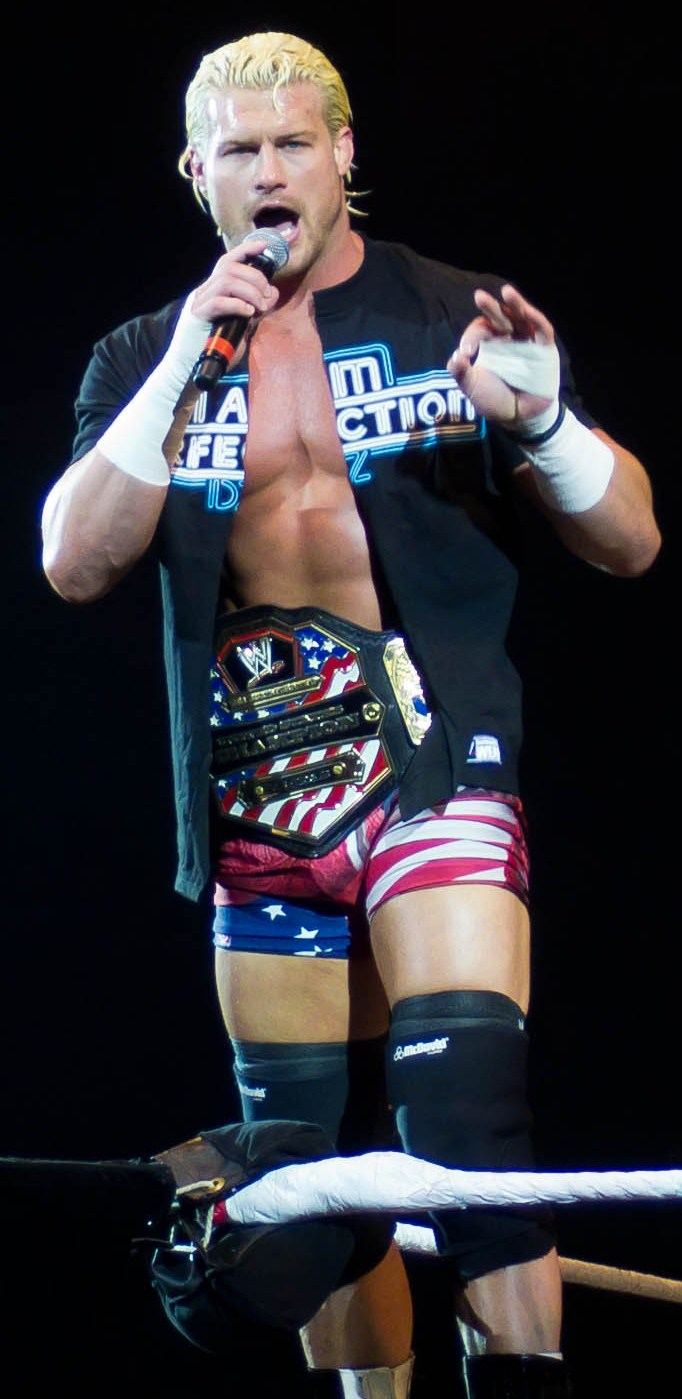
US bajnok, 2011

2009. április 17-én, a SmackDownban debütált, ahol legyőzte az országos bajnokot, Montel Vontavious Porter (MVP)-t. Ezzel egy rivalizálás vette kezdetét; Ziggler többször próbálkozott, de a bajnoki címet nem sikerült elnyernie tőle. Ezután The Great Khalival keveredett viszályba, akivel számtalanszor összecsapott. Ezt követően egy WWE Diva, Maria lett a segítője, majd Rey Mysteriot, és az interkontinentális övet helyezte a célkeresztbe. A SummerSlamen és a Night of Champions-on is megmérkőztek egymással, de Ziggler mindkét meccsen veszített. Időközben John Morrison elvette Mysteriótól az övet, így ezután Morrisonnal feudolt. Az év végén Mariaval való kapcsolatának véget vetett, majd 2010. március 28-án, a WrestleMania XXVI-on részt vett a Money in the Bank létrameccsen, de nem sikerült megnyernie. 2010 júniusában Vickie Guerrero lett az új segítője, aki elkezdte őt kikísérni a ringhez. Az idők során tulajdonképp ő lett a menedzsere, valamint egy romantikus szál is fűződött közöttük. (A történet szerint.) Augusztus 6-án a SmackDownban Ziggler legyőzte Kofi Kingstont, és ezzel megnyerte a WWE interkontinentális bajnoki címet. Az övet ezután többször megvédte Kofi, Kaval valamint Jack Swagger ellen; végül 160 nap után, 2011. január 4-én vette el tőle Kofi a SmackDown-ban. Ugyanezen az éjszakán Ziggler megnyert egy "felnégyeléses" mérkőzést Cody Rhodes, Drew McIntyre, és a Big Show ellen; így ő lett az első számú kihívója a nehézsúlyú világbajnoki címnek. A Royal Rumble-n tehát összecsapott Edge-vel, a WHC bajnokkal, de veszített. A visszavágót a SmackDownban rendezték meg, és az övet végül Ziggler-nek ítélték. Uralkodása csak 11 perc és 23 másodpercig tartott, mivel Theodore Long közbenjárásának köszönhetően Edge kapott egy visszavágót, amit meg is nyert.

#### WWE országos bajnok (2011–2012)
2011 márciusában Ziggler és Vickie Guerrero egyesítették erőiket a LayCool dívacsapattal (Michelle McCool és Layla El), majd viszályba kezdtek John Morrison, Trish Stratus és Snookival. Ez egy vegyes tag team mérkőzéshez vezetett a WrestleMania XXVII-en, amit Ziggler és csapata elveszített. Június 19-én, legyőzte Kofi Kingstont a Capitol Punishmenten, így ő lett az új országos bajnok. Ezt követően többször megvédte címét Kofi, Jack Swagger, Alex Riley, John Morrison és Zack Ryder ellen is. 182 nap uralkodás után az övet végül Zack Ryder vette el tőle, 2011. december 18-án, a TLC-n. 2012-ben a WWE bajnoki övet szerette volna megszerezni, s emiatt CM Punkkal rivalizált. Többször összecsaptak, ám Ziggler nem tudta elnyerni tőle. Ezután Jack Swaggerrel összeáll egy csapatba, hogy megszerezzék a Tag Team öveket. Nem jártak sikerrel, valamint Vickie Guerrero miatt is feszültség volt közöttük, ezért a csapat feloszlott. Június 17-én, a No Way Outot összeütközött Sheamusszal, a WHC bajnokkal. Veszített és a visszavágót sem sikerült megnyernie. Eközben Guerrero belefáradt, hogy Ziggler és Swagger folyton civakodnak egymással, ezért a következő Raw-on kiír nekik egy mérkőzést. Ziggler nyerte a meccset Guerrero kegyeiért, így viszályuk véget ért egymással.

#### WHC bajnok (2012–2013)
Július 6-án a SmackDown-ban legyőzte Alex Riley-t, így részt vehetett a július 15-én megrendezett létrameccsen a Money in the Bank-on. Ziggler itt legyőzte Damien Sandow-t, Tyson Kiddet, Christiant, Santino Marellát, Tensait, Cody Rhodes-t és Sin Cara-t, így övé lett az a táska, amit bárhol és bármikor beválthat egy címmeccsre. Többször megkísérelte a beváltani Sheamus ellen, ám Alberto Del Rio ezt nem hagyta annyiban. Ezután Chris Jericho ellen kezdődött el egy rövid viszály, melynek eredményeképp összecsaptak egymással a SummerSlam-en. A következő riválisa ezután Randy Orton lett, mégpedig azért, mert megtámadta őt a "MITB táska" beváltása közben. November 18-án, a Survivor Seriesen a Ziggler csapat legyőzte Mick Foley csapatát egy 5 az 5 elleni tag team meccsen. Decemberben John Cena ellen került összetűzésbe, akit le is győzött a TLC-n. Vickie Guerrero féltékeny volt AJ Lee-re, így szövetkezett Cena-val. Ziggler emiatt összeállt AJ-vel, valamint Big E Langstonnal, így ezután ők kísérték ki a ringhez. 2013 januárjában véget ért viszálya Cena-val, majd a Royal Rumble meccsen elsőként lépett a szorítóba. 49 perc és 47 másodperc után Sheamus ejtette ki őt. Februárban megpróbálta beváltani a táskát Del Rio ellen a RAW-on, de Ricardo Rodriguez ezt megakadályozta. Egy rövid ideig összeállt Big E Langston-al, majd a WrestleMania 29-en a Team Hell No (Kane és Daniel Bryan) ellen vívtak egy Tag Team bajnoki címmeccset; sikertelenül. A következő RAW-on Ziggler beváltotta a MITB táskát a sérült Alberto Del Rio ellen, így ő lett az új nehézsúlyú világbajnok. (A WHC bajnoki címet ezzel másodjára nyerte meg.) Június 16-án rendezték meg a visszavágot a Payback-en, ahol 69 nap után Del Rio visszanyerte tőle a címet. A Money in the Bankon megrendezett visszavágót is elbukta, majd ezután megromlott a viszonya AJ-vel illetve Langstonnal is.

#### Interkontinentális bajnok (2013–2015)

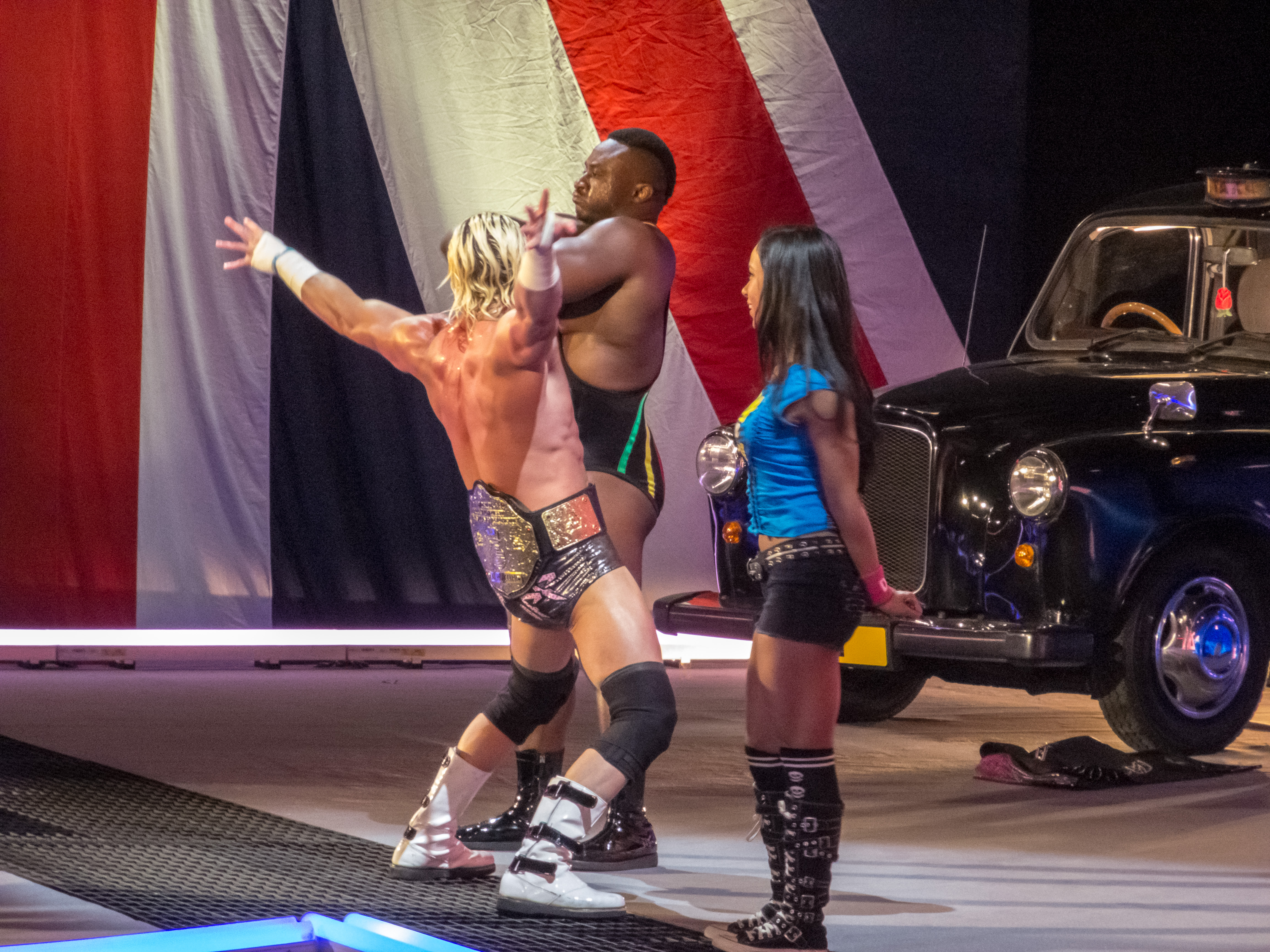
AJ Lee és Big E Langston társaságában, 2013

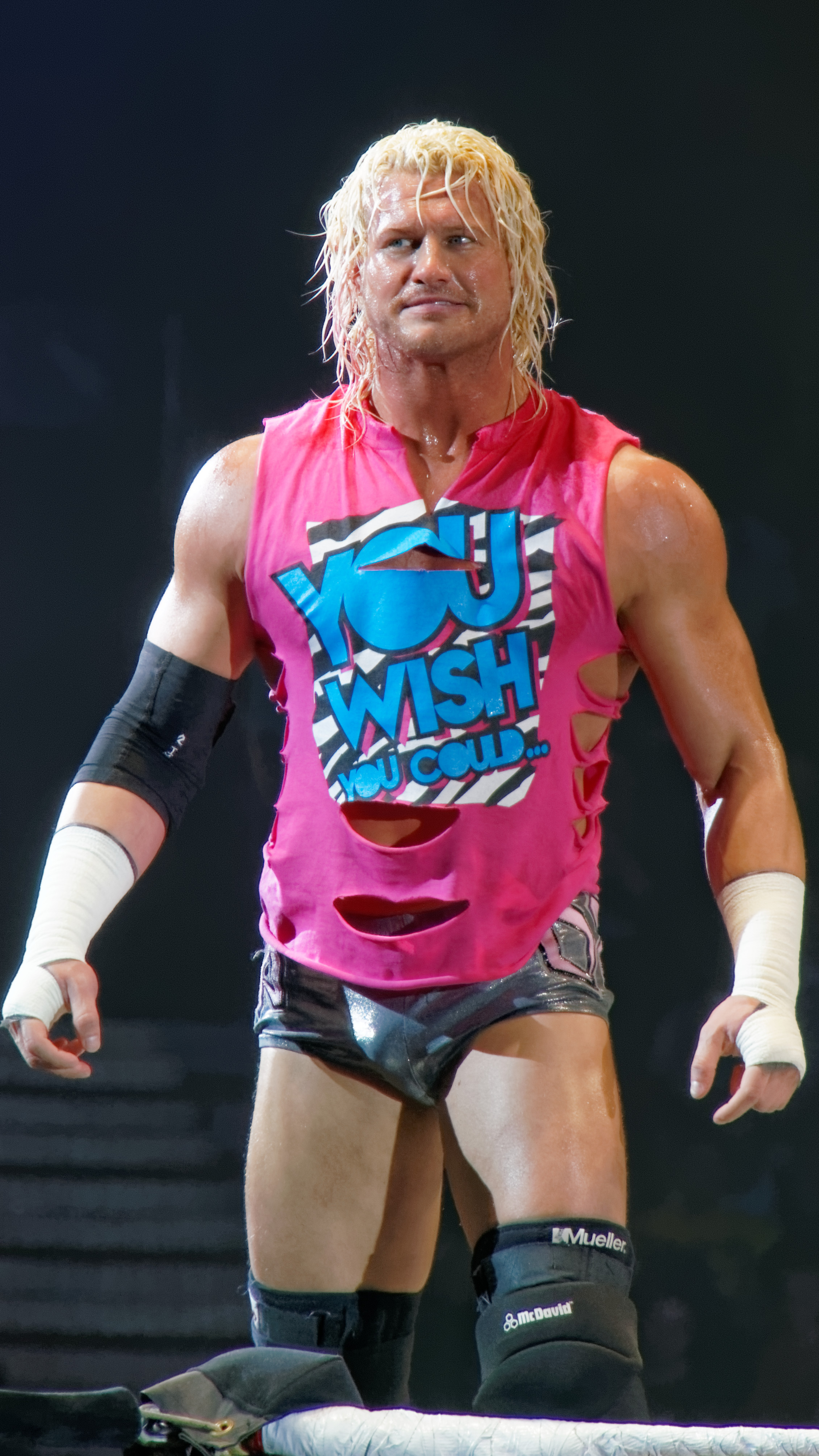
Dolph Ziggler 2013-ban

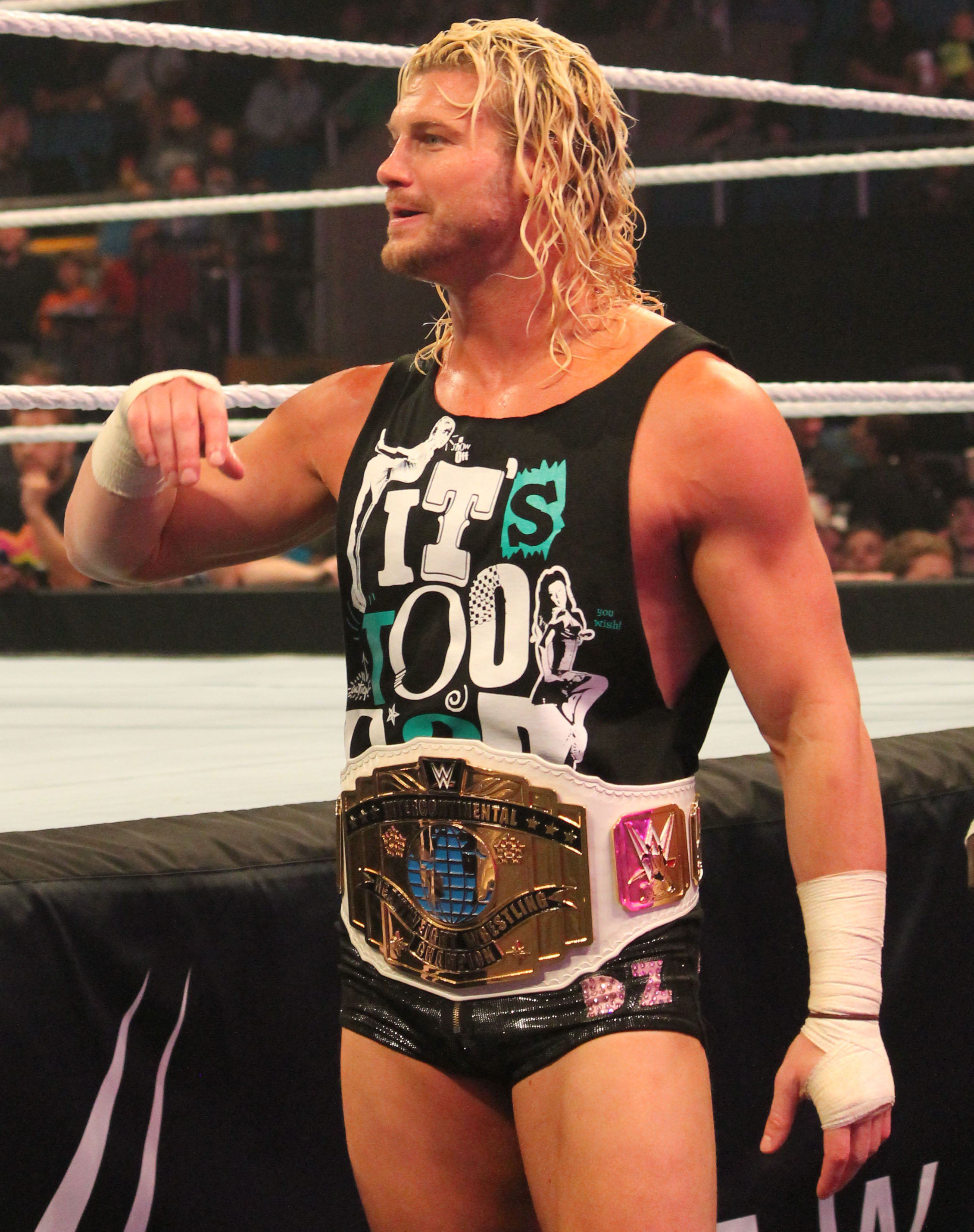
IC bajnok, 2014

Ziggler egyre népszerűbb a rajongók között, de ezt az időszakot sorozatos vereségek kísérték. 2013. szeptember 15-én, a Night of Championson összecsapott Dean Ambrose-zal az országos bajnoki címért, de ez a próbálkozása sikertelennek bizonyult. Ezután az interkontinentális öv felé fordult, majd különböző szupersztárokkal versengett az első számú kihívó helyért; sikertelenül. 2014. január 9-én a WWE Superstars című műsorban agyrázkódást szenvedett a Ryback elleni mérkőzésén. A Royal Rumble-ra tért vissza, de 6 perc 9 másodperc után Roman Reigns kiejtette őt. Április 6-án, a WrestleMania XXX-en részt vett a 31 emberes "Andre the Giant" emlékére megtartott battle royal meccsen, de Alberto Del Rio kiejtette őt. Június 29-én a Money in the Bank-on megrendezett létrameccsen, valamint július 20-án a Battleground-on megrendezett 19 emberes battle royal meccsen is részt vett, de egyiket sem sikerült megnyernie. 2014. augusztus 17-én megtört a sikertelenségi széria, hiszen legyőzte The Miz-t, s ezzel ő lett az új interkontinentális bajnok. 35 nap után, szeptember 21-én a Miz visszanyerte tőle a Night of Champions-on, de Ziggler másnap a RAW-on ismét elvette tőle. Ezzel már háromszoros interkontinentális bajnoknak mondhatta magát. Ezután Cesaro, valamint a Miz ellen többször megvédte a címét, majd 56 nap után Luke Harper vette el tőle november 17-én, a RAW-on. Eközben kisebb összetűzései voltak a Vezetőséggel, majd december 14-én, a TLC-n ismét visszaszerezte a címét Harpertől. (4 hónap leforgása alatt ezzel háromszor szerezte meg az interkontinentálsi övet.) Az IC övet 22 nap után, 2015. január 5-én bukta el Bad News Barrett ellen, a RAW-on, majd újabb sikertelenségi széria következett. A 2015-ös Royal Rumblen utoljára lépett szorítóba, de kevesebb, mint 3 perc alatt Big Show és Kane kiejtette őt. A Fastlane-n egy 6 fős tag team meccset vívott Eric Rowan és Ryback oldalán a Vezetőség csapata ellen, de nem sikerült nyerniük. Március 29-én, a WrestleMania 31-en részt vett az interkontinentális övért vívott létrameccsen, de kikapott. Ezután Sheamusszal rivalizált a Paybacken és az Extreme Rules-en. Május végén részt vett az Elimination Chamber meccsen, valamint június elején a Money in the Bank-on megrendezett a létrameccsen, de nem tudta megnyerni egyiket sem.

#### Kapcsolat Lana-val (2015–2016)
Ziggler életében feltűnt Lana, aki május végén megcsókolta őt a RAW-on. Lana (aki korábban Rusev menedzsere volt) ettől a perctől fogva rendszeresen elkísérte Zigglert a ringhez, de ez Rusevet nagyon dühítette. Júniusban Summer Rae és Rusev szövetséget kötöttek, majd Lana és Ziggler ellen kezdtek el rivalizálni. Viszályuk 2015. augusztus 23-án, a SummerSlamen bontakozott ki, ahol Ziggler legyőzte Rusevet. A visszavágót a Night of Championson rendezték meg, ahol ismét Ziggler győzött. Ezután Summer Rae mutatott egy videót, ahol kiderült, hogy Ziggler csókolózott Summerrel; ezért Lana szakított Zigglerrel. Októberben Tyler Breeze ellen kezdett el rivalizálni. A többszöri támadások egy meccshez vezettek a Survivor Series rendezvényen, ahol Ziggler veszített. 2015 decemberében Kevin Owensszel kezdett el rivalizálni. Viszályuk, és az Interkontinentális címért folytatott harc 2016-ban is folytatódott.

#### SmackDown (2016–2018)
2016. július 19-én a WWE Draftot hirdetett ki, ahol a SmackDown vezetői Dolph Zigglert választották egyik emberüknek. A megújult SmackDown első adásán kihirdettek egy első számú kihívói meccset, ahol Dolphon kívül AJ Styles, John Cena, Bray Wyatt, Apollo Crews és Baron Corbin vett részt. Dolph megszerezte a győzelmet egy hatalmas Superkickel. A második adáson Dolph és Dean szócsatába kezdett, de hirtelen megjelent Bray Wyatt, és megtámadta Zigglert. Később összecsapott Wyatt-tel, bizonyítva azt, hogy ő méltó arra, hogy Ő legyen az #1-es számú kihívó. Augusztus 21-én a SummerSlam-en Ambrose legyőzte Zigglert. 2016 őszén az interkontinentális bajnoki övet szerette volna megszerezni, emiatt többször összecsapot The Miz-el. A "Backlash"-en vereséget szenvedett, a "No Mercy"-n viszont legyőzte a Mizt, s ezzel ötödik alkalommal nyerte meg az interkontinentális övet. A címet 2016. november 15-én visszanyerte a Miz, a SmackDown Live 900. adásán. Aztán jött egy kisebb hullámvölgy, és sorozatosan vesztett meccseket. Egy Baron Corbin elleni meccs után Kalisto jött segítségére, mivel Corbin megtámadta Zigglert. Dolph egy nagy Superkicket adott Kalistonak, mondván neki nem kell segítség. Ez egy kisebb rivalizáláshoz vezetett Kalisto, Apollo Crews, és Dolph Ziggler között. Az Elimination Chamber-en egy handicap meccs volt ahol Ziggler veszített. A Wrestlemania 33 adásán ugyan szerepelt az André the Giant Memorial Battle Royal-on viszont nem sikerült megnyernie. Hozzáteszem, hogy Ziggler munkája a WWE-nél Gatekeeper szerepként van, ami azt jelenti hogy az NXT-ből feljutó pankrátorokat szoktassa a főcsapathoz. Shinsuke Nakamura volt az aki most feljutott, és Ziggler egy kisebb rivalizálás után a "Backlash"-en vereséget szenvedett. Ez után jött egy kis szünet a TV-s adásokról. Majd 2017 augusztusában visszatért a képernyőkre, olyan szereppel hogy, más pankrátorok bevonulásait parodizálta ki. Ez 3 hétig ment, amikor Bobby Roode megelégelte ezt az egészet, és kihívta Zigglert egy sima meccsre, hogy eldöntsék ki a legjobb előadó. Ez a meccs a Hell in a Cell adáson le is zajlott, ahol Roode csalással nyert, ezt Ziggler is észrevette, meg is jutalmazta Bobby-t egy Zig Zag mozdulattal. A PPV utáni adáson Ziggler ugyanúgy nyert, mint Roode, aki egy döntőt kért, a meccs tétje a Survivor Seriesen való megrendezett "RAW vs SmackDown" meccsen való részvételért, a meccs egy "Best of 3" meccs volt. Ziggler veszített 2-1 eredménnyel. Ziggler ismét kihagyott egy SmackDown heti adást, de attól függetlenül, a WWE barakta őt a United States Championship mérkőzésbe, mellette Bobby Roode, és Baron Corbin is szerepelt a meccsben. Az utóbbi volt a bajnok. A PPV-n senki sem gondolta, hogy Ziggler nyerni fog. Megtörtént a csoda Dolph Ziggler megnyerte a mérkőzést, és ezzel lett kétszeres Országos bajnok. A Clash of Champions utáni Smackdown adáson, Dolph visszaemlékeztette a WWE Univerzumot, hogy mégis mi történt az elmúlt 12 évben, Ziggler említette hogy senki se bízott benne azon a napon mikor megnyerte az övet. Elmondta hogy nem érdemlik meg Zigglert, és mondta hogy akkor kéne valami amitől az emberek fejébe fog maradni. Ránézett az övre, és ledobta a ring közepére, és eltávozott üres kézzel.

#### Csapatban Drew Mcintyre-el (2018– )
A Wrestlemania utáni héten a Shakeup során Dolph Ziggler átkerült a RAW-ra, méghozzá az NXT-ből debütáló Drew Mcinytre-el, és egy csapatot alkotva kezdték el legyőzni az összes csapatot. A csapatot "The Show"-nak hívják. Időközben Ziggler válaszolt Seth Rollins Interkontinentális bajnoki nyílt kihívására, amit sikerült megnyernie így ő az új bajnok.

## Filmes karrier
Ziggler 2009. november 3-án szerepelt a "Deal or No Deal" televíziós játékshow-n; 2010. augusztus 9-én a "Lopez Tonight" nevet viselő talk show 121. epizódjában valamint 2011-ben a "Silent Library" játék show 4. évad 62. epizódjában. Emellett rendszeresen megjelenik a WWE pankrátorait bemutató YouTube sorozatokban, a "WWE Download"-ban valamint különböző WWE videókban. 2001-ben felbukkan A nagyon nagy ő (Shallow Hall) című filmben, mint egy Night Club kidobó embere. Valamint 2016-ban A Countdown filmben főszereplő Kane és Paige mellett.

## Stand-up comedy
Nemeth olyan humoristák rajongója ként nőtt fel, mint Johnny Carson, Dana Carvey, Phil Hartman, Jan Hooks, Jon Lovitz, Brian Regan, Adam Sandler és George Wallace. 2010 körül döntött úgy, hogy elkezd humorista ként fellépni. Az első stand-up comedy előadása egy kis Los Angeles-i helységben volt. Ezek után különböző, WWE-s eseményekhez közel elhelyezkedő klubboktól kapott ajánlatokat, hogy lépjen fel. Ezen a ponton már majdnem egy évtizede tanult komédiát egy humorista karrierre felkészülve. Emellett elkezdett tartani egy havi improv comedy show-t Flying Chuck néven pankrátor társával, John Morrison-nal, és testvérével, Ryan Nemeth-tel. Pár évvel később felvezető aktus ként kezdett el dolgozni régi barátjának, Sarah Tiana-nak. 2018 Júliusában felbukkant a Comedy Central Roast Battle III adásában, ahol megmérkőzött Tiana-val.
2018-ban Nemeth komolyabban kezdte venni a humorista karrierjét, miközben még mindig pankrátor volt a WWE-nél. Ez többek között ahhoz is vezetett, hogy a Summerslam és a Survivor Series-hez közel lévő arénákban is tartott műsorokat, kihasználva azt, hogy sok pankráció rajongó tartozkodott a környéken. A 2019-es Royal Rumble után bejelentette az első turnéját, amely Januártól Márciusig tartott. Ebben az időszakban szüneteltette a WWE-s karrierjét, hogy a turnéra koncentrálhasson. Később folytatta a turnét, 2 show-t is bejelentett május végére, Texas-ba. 

## Magánélete
Németh régóta rajongója a hivatásos birkózásnak. 5 évesen részt vett egy birkózó eseményen a Richfield Colosseum-ban, majd tizenkét éves korában úgy döntött, hogy egyszer Ő is profi birkózó lesz. Öccse, Ryan is hivatásos pankrátor, aki korábban már dolgozott a WWE-nél illetve az NXT-nél Briley Pierce név alatt. Az egykori Spirit Squad csapattársaival baráti kapcsolatot ápol, különösen Michael Brendlivel, akivel Floridában élt 2008-ig. Zigglernek szerelmi kapcsolata volt korábban Amy Schumer humoristával, illetve Nikki Bella WWE divával, de egyik sem volt örök életű. A "Colt Cabana Art of Wrestling Podcast"-on kiderült, hogy ő magyar nemzetiségű; valamint azért választotta "Dolph" nevet, hiszen dédapjának is ez volt a neve. A barátja később a "Ziggler" nevet javasolta neki, így lett Dolph Ziggler.

## Eredményei
FCW Florida Tag Team Championship (2x)
- 2008.03.23.: Csapattársával, Brad Allennel győzött egy "live event"-en Eddie Colón és Eric Pérez ellen.
- 2008.08.16.: Csapattársával, Gavin Spearsszel győzött egy "live event"-en Eddie Colón és Eric Pérez valamint Scotty Goldman és Kafu párosa ellen.

World Heavyweight Championship (2x)
- 2011.02.15.: SmackDown 600. epizódjában legyőzte Edge-t.
- 2013.04.08.: RAW-on beváltotta a Money in the Bank táskáját Alberto Del Rio ellen.

World Tag Team Championship (1x)
- 2006.04.03.: The Spirit Squad (Johnny, Kenny, Mikey, Mitch) tagjaként győztek a RAW-on Big Show és Kane ellen.

WWE Intercontinental Championship (6x)
- 2010.07.28.: Legyőzte Kofi Kingston-t a SmackDown-ban.
- 2014.08.17.: Legyőzte The Mizt a SummerSlamen.
- 2014.09.22.: Legyőzte The Mizt a RAW-on.
- 2014.12.14.: Legyőzte Luke Harper-t a TLC-n.
- 2016.10.09.: Legyőzte The Mizt a No Mercyn
- 2018.06.19.: Legyőzte Seth Rollinst a RAW-n

WWE United States Championship (2x)
- 2011.06.19.: Legyőzte Kofi Kingstont a Capitol Punishment-en.
- 2017.12.17.: Legyőzte Baron Corbint és Bobby Roode-ot a Clash of Championson

NXT Championship (1x)
- 2022.03.08.: Legyőzte Bron Breakker-t és Tommaso Ciampa-t a Roadblock-on.

Money in the Bank győzelem (1x)
- 2012.07.15.: Legyőzte Damien Sandowt, Tyson Kiddet, Christian-t, Santino Marellát, Tensait, Cody Rhodest valamint Sin Carát a Money in the Bank rendezvényen.

Slammy-díjak (2x)
- Best Twitter Handle or Social Champion (2014) – @HEELZiggler
- Az év meccse (Match of the Year, 2014) – Cena csapat vs Vezetőség csapat a Survivor Series-en

TNA World Championship (1x)
- 2024.07.20.: Legyőzte Moose-t, Josh Alexander-t, Steve Maclin-t, Frankie Kazarian-t és Joe Hendry-t a Slammiversary-n.

IWGP Global Heavyweight Championship (1x)
- 2024.02.23: Legyőzte David Finlay-t a The New Beginning in Sapporo első napján.

AAA Mega Championship (1x)
- 2024.04.27: Legyőzte Alberto del Patrón-t a Triplemania XXXII-n.

## Játékokban
Dolph Ziggler a Smackdown vs Raw 2010-es játékban debütált, emellett játszható karakter a Smackdown vs Raw 2011, WWE 12, WWE 13, WWE 2K14, WWE 2K15, WWE 2K16, WWE 2K17, WWE 2K18, WWE 2K19 és WWE 2K20 játékokban is.

## Bevonuló zenéi
- "Never Thought My Life Could Be This Good" előadó: Jim Johnston (2005. szeptember 19. – 2005. november; Kerwin White-al való Tag Team során)
- "I Am Perfection" előadó: Cage 9 szerző: Jim Johnston (2009. június 26. – 2011. július 18.)
- "I Am Perfection (V2)" előadó: Downstait szerző: Jim Johnston (2011. július 25. – 2011. november 20.)
- "Here to Show the World" előadó: Downstait szerző: Jim Johnston (2011. november 21. – 2023. december 20.)
- "Wanted Man" előadó: Downstait (2024. február 23 - napjainkig)

## Ajánlott oldalak
- World Heavyweight Championship title history
- WWE United States Championship title history
- World Tag Team Championship title history
- Intercontinental Championship title history

## Fordítás
- Ez a szócikk részben vagy egészben  a   Dolph Ziggler című angol Wikipédia-szócikk fordításán alapul.  Az eredeti cikk szerkesztőit annak laptörténete sorolja fel. Ez a jelzés csupán a megfogalmazás eredetét és a szerzői jogokat jelzi, nem szolgál a cikkben szereplő információk forrásmegjelöléseként.